# Jabes Saralegui
Jabes Esteban Saralegui (ur. 12 kwietnia 2003 w General Ramírez) – argentyński piłkarz występujący na pozycji prawego lub środkowego pomocnika, od 2023 roku zawodnik Boca Juniors.